# Baciu, Cluj
Baciu (în maghiară Kisbács) este satul de reședință al comunei cu același nume din județul Cluj, Transilvania, România.
În perioada interbelică, între 1919 și 1929, a fost sediul plășii Nădășel din județul Cluj de atunci.

## Legături externe
Materiale media legate de Baciu la Wikimedia Commons